# Prázsmár község
Prázsmár község (románul: Comuna Prejmer) község Brassó megyében, Romániában. Központja Prázsmár, beosztott falvai Farkasvágó, Prázsmári méhkertek.

## Népessége
A 2011-es népszámlálás adatai alapján a község népessége 8472 fő volt.